# بیمارستان حضرت علی‌اصغر (بیرم)
بیمارستان حضرت علی‌اصغر واقع در استان فارس، شهر بیرم بیمارستانی است دانشگاهی و درمانی وابسته به دانشکده علوم پزشکی لارستان با ظرفیت ۴۰ تخت ثابت که در سال ۱۳۷۱ خورشیدی تأسیس گردید.
هم اکنون این بیمارستان دارای بخش‌های بخش اورژانس، اطفال، داخلی، زنان و زایمان، اتاق عمل، پست پارتوم، زایشگاه،  بخش اورژانس، لیبر، دیالیز و دیگر واحدهای پاراکلینیکی و درمانگاهی می‌باشد.